# Teseo
Personnages
- Teseo (soprano)
- Egeo (Alto)
- Agilea (soprano)
- Arcano (alto)
- Medea (alto)
- Prêtre de Minerve (basse)

Teseo (« Thésée »), HWV 9, est un opéra seria  de  Georg Friedrich Haendel, son seul opéra en cinq actes. Le livret, en italien est de Nicola Francesco Haym, d'après le Thésée de Philippe Quinault (mis en musique par Lully). C'est le troisième opéra londonien de Haendel. Il fut écrit pour poursuivre le succès de Rinaldo après l'impopulaire Il pastor fido.
La première eut lieu au Queen's Theatre de Londres, le 10 janvier 1713. Elle fut suivie de 12 représentation jusqu'au 16 mai 1713. Parmi les chanteurs, on trouvait les castrats Valeriano Pellegrini et Valentino Urbani. Entre 1713 et 1984, il n'y eut que deux reprises, la première sous la direction de Fritz Lehmann à Göttingen le 29 juin 1947. En 1985, pour le tricentenaire de la naissance de Haendel, l'opéra fut joué trois fois. L'Opéra de Nice l'a mis à son programme les 18, 20 et 22 mars 2007  et l'English Touring Opera l'a produit en octobre et novembre 2007.

## Argument
Grâce à Ariane, Thésée a tué le Minotaure. Égée, son père en est jaloux parce qu'il aime Agilea. Mais celle-ci aime Thésée. La magicienne Médée en est également amoureuse. Elle use de son art et de ses charmes pour le séduire ne peut rien contre la puissance de l'amour. Égée retrouve son fils, malgré lui. Le livret de Haym est épique grâce aux personnages d'Egeo et de son fils, Teseo. L'intrigue amoureuse est  présente grâce à Agilea et de sa suivante Clizia (aimée d'Arcane). Mais le personnage le plus emblématique reste Medea, magicienne et manipulatrice. Au terme de nombreux rebondissements, Égée triomphe, en particulier grâce à l'intervention de Minerve à la fin de l'opéra.

## Distribution
| Rôles               | Voix            | Créateurs, le 10 janvier 1713 (Direction :Georg Friedrich Haendel) |
| ------------------- | --------------- | ------------------------------------------------------------------ |
| Teseo (Thésée)      | soprano castrat | Valeriano Pellegrini                                               |
| Le roi Egeo (Égée)  | alto castrat    | Valentino Urbani                                                   |
| La princesse Agilea | soprano         | Francesca Margherita de L'Epine                                    |
| Clizia              | soprano         | Maria Gallia-Saggione                                              |
| Arcano              | alto            | Jane Barbier                                                       |
| Medea (Médée)       | soprano         | Elisabetta Pilotti-Schiavonetti                                    |
| Prêtre de Minerve   | Basse           | Richard Leveridge                                                  |

## Enregistrements
- Erato 2292 45806-2 : Eirian James, Della Jones, Julia Gooding, Derek Lee Ragin, Catherine Napoli, Jeffrey Gall; Les Musiciens du Louvre; direction Marc Minkowski[6]